# Илко Димитров (революционер)
Илко Димитров е български етнограф и революционер, деец на Вътрешната македоно-одринска революционна организация и на Вътрешната тракийска революционна организация.

## Биография
Роден е на 12 февруари 1899 година в гюмюрджинското село Манастир, тогава в Османската империя. След края на Балканската война се включва във въоръжена защита на родното си село, за да го предпази от разорение и изгаряне. Влиза в четата на Димитър Маджаров, с която действа до 1920 година.
В 1920 година напуска Гюмюрджина, след като родният му край попада в Гърция и се установява в Свободна България. Живее в Кърджали, където се жени за Мара Михайлова. Двамата развиват широка етнографска дейност и събират множество народни песни и предания. Димитров пише краеведския труд „Село Манастир, Гюмюрджинско“ и публикува бележки от историко-етнографски характер.
В Свободна България Илко Димитров развива и широка обществена дейност, като в периода 1922 – 1942 година е ръководител на бойни групи към Комитета за свободата на Тракия. Той става една от водещите фигури в Комитета.
Илко Димитров умира в 1988 година в Кърджали.